# Milton (Nottinghamshire)
Milton – osada w Anglii, w hrabstwie Nottinghamshire, w dystrykcie Bassetlaw. Leży 36 km na północ od miasta Nottingham i 202 km na północ od Londynu.